# Nakladatelství Gallimard
Nakladatelství Gallimard (Éditions Gallimard) je přední francouzské nakladatelství sídlící v Paříži. Vybudoval ho Gaston Gallimard, který stál v jeho čele od roku 1911 až do své smrti v roce 1975. Po něm nakladatelství převzal jeho syn Claude Gallimard, po něm v roce 1988 zas jeho syn Antoine. V nakladatelství dnes pracuje 1300 zaměstnanců, roční obrat činí cca 300 milionů eur, zisk je odhadován na 180 milionů.
V katalogu nakladatelství je 36 laureátů Nobelovy ceny za literaturu a 10 držitelů Pullitzerovy ceny, 35 knih získalo Goncourtovu cenu. Knihy tu vydali například Marcel Proust, Franz Kafka, Robert Musil, Albert Camus, Antoine de Saint-Exupéry, Marguerite Yourcenarová, Philip Roth, Milan Kundera či Mario Vargas Llosa.

## Historie
Počátky nakladatelství jsou spjaty s literárním časopisem Nouvelle Revue Française (NRF), který roku 1909 založili André Gide, Jean Schlumberger a Jacques Rivière. K časopisu přidružili i malé nakladatelství a jeho ekonomické vedení svěřili svému příteli Gastonu Gallimardovi. První kniha, Rukojmí básníka Paula Claudela, vyšla 26. května 1911, ještě pod hlavičkou NRF. Gaston Gallimard se ukázal jako schopný ředitel. Prvním velkým úspěchem bylo vydání Proustovy knihy Ve stínu kvetoucích dívek (2. části Hledání ztraceného času), která roku 1919 získala Goncourtovu cenu. V roce 1919 také nakladatelství NRF změnilo svůj název na Librairie Gallimard (knihkupectví Gallimard).

## Významné edice
- Du monde entier (Z celého světa) – Alberto Moravia, Franz Kafka, Robert Musil,…
- La Bibliothèque de la Pléiade (Plejáda) – sebrané spisy klasiků v luxusním kapesním vydání
- Gallimard Jeunesse – edice pro malé čtenáře
- Bibliothèque des histoires – knihy z francouzské národní historie
- Découvertes Gallimard, které vyšly v Česku v nakladatelství Slovart pod názvem Horizonty.